# Leptolepidium kuhnii
Leptolepidium kuhnii là một loài dương xỉ trong họ Pteridaceae. Loài này được Milde K.H. Shing & S.K. Wu mô tả khoa học đầu tiên năm 1979.